# Климківці (Тернопільський район)
Кли́мківці — село в Україні, у Скориківській сільській громаді Тернопільського району Тернопільської області. 
Від вересня 2015 року ввійшло у склад Скориківської сільської громади. Розташоване на північному сході району.
Через село протікає річка Вовчок.
Населення — 290 осіб (2001).

## Історія
Поблизу Климківців виявлено археологічні пам'ятки доби ранньої бронзи.
Відоме від 1661.
Діяли товариства «Просвіта», «Січ», «Сокіл», «Луг», «Сільський господар».
Діяло підпілля ОУН . Ось як зазначає місцевий житель Михайло Коменда інформацію про початок війни на території села та діяльність підпілля:
"22 червня 1941-го почалася війна. Під натиском німецьких військ радянська армія змушена була залишити Україну. При відступі комуністичні кати НКВС старалися якнайбільше знищити українських патріотів. Почалися масові арешти і розстріли. Тюрми були переповнені трупами розстріляних патріотів.
Сьомого липня, на Івана, у наше село увійшли німецькі війська, які спочатку в політичне життя не втручалися. Тож вийшовши із підпілля, члени ОУН почали організовувати владу на місцях. Звістка про історичну подію у Львові 30 червня, коли провід ОУН під керівництвом С. Бандери проголосив Акт про відновлення незалежності України, дійшла і до наших сіл. Було вирішено відзначити це свято в колишньому райцентрі Новому Селі у неділю. До цього готувалися всі жителі району — від малого до старого. Була велика радість. Діти виготовляли маленькі прапорці із паперу, розфарбовували їх у синьо-жовті кольори і вимальовували на них тризуб. Такими прапорцями прикрашали і свої хати.
Отож настала неділя. Літній сонячний день. Зранку майже всі жителі Климківців зібралися біля церкви. Винесли хрест і фореньгви, а також синьо-жовтий прапор, вишикувались у похідну колону і вирушили до Нового Села. Разом із дорослими йшли діти, несучи прапорці. Дорогою співали набожних і патріотичних пісень. Командували «парадом» член ОУН Антін Звирич і Зеновій Іващук. Подолавши сім кілометрів шляху, наша колона прибула до Нового Села, на місце, де відбувалося свято."
Ще одна згадка зі слів жителя сусіднього села Терпилівка:
"Підпільну діяльність розпочав у віці 15 років, коли в липні 1945 року вступив до лав молодіжної ОУН. Присягу складав у рідній Терпилівці на квартирі Андрія Гелети, де районовий провідник на псевдо «Остап» дав перші доручення: вивчити «Кобзар» Т. Шевченка, твори Лесі Українки, Д. Донцова та інших основоположників українського націоналізму. Також став виконувати обов'язки зв'язкового. Взимку того ж 1945 року стався випадок, коли за дорученням повстанців супроводжував двох молодих партизан. Завданням було дістатися до с. Козярі та отримати фураж для коней. Однак, через сильну заметіль, хлопці зблудили та потрапили до сусіднього села Климківці, де в одній із хат перебував озброєний загін повстанців чисельністю до 30 осіб. Випадкова «зустріч» ледве не привела до смертей, коли увійшли до хати, то почули вигуки «здати зброю»..., запанувала тиша та німа сцена, а потім хтось впізнав своїх. Пообіймалися, поспілкувалися і вже разом з фуражем повернулися до Терпилівки. Як виявилося пізніше, хлопців відвернув від Козярів сам Господь, адже у той вечір на них чекала величезна засідка НКВД.".
Після проголошення незалежності України частина з репресованих жителів села було реабілітовано, а саме: Барна Василь Федорович (розстріляний 06.09.1937 р. у м. Тюмень, реабілітований 1989 р.); Захарчук Костянтин Семенович (загинув в ув’язненні 26.02.1947 р. реабілітований 26.12.1993 р.); Іващук Єфрем Володимирович (звільнений 04.11.1954 р., реабілітований 29.12.1992 р.); Іващук Зіновій Прокопович (звільнений 17.11.1954 р., реабілітований 15.09.1994 р.); Кельбицький Степан Федорович (звільнений 19.08.1954 р., реабілітований 04.11.1991 р.); Коменда Ярослав Андрійович  (розстріляний 17.06.1931 р., реабілітований 11.05.1989 р.); Малишевська Стефанія Семенівна, (звільнена 20.06.1956 р., проживала у м. Осинники Кемеровської обл. (нині РФ), реабілітована 14.01.1991 р.); Островський Станіслав Франкович (розстріляний 15.11.1937 р., реабілітований 1989 р.); Савич Мойсей Васильович (загинув в ув’язненні 30.03.1946 р., реабілітований 07.12.1991 р.); Таній Петро Федорович (звільнений 12.05.1956 р., реабілітований 24.05.1993 р.).
12 червня 2020 року, відповідно до розпорядження Кабінету Міністрів України  № 724-р «Про визначення адміністративних центрів та затвердження територій територіальних громад Тернопільської області», село увійшло до складу Скориківської селищної громади.
19 липня 2020 року в результаті адміністративно-територіальної реформи та ліквідації Підволочиського району, село увійшло до складу новоствореного Тернопільського району.

## Пам'ятки

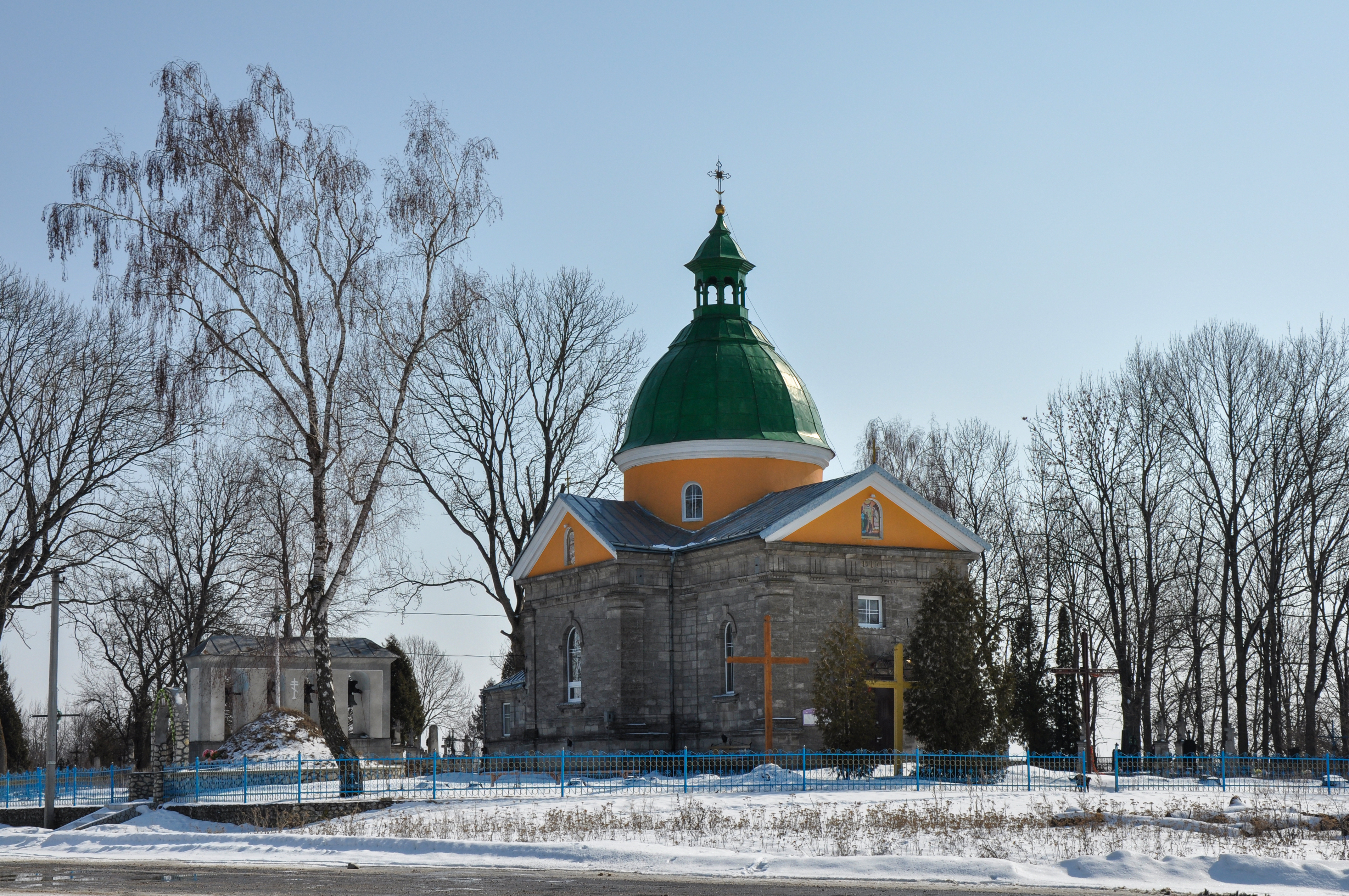
Церква Введення у храм Пресв. Богородиці

- церква Введення в храм Пресвятої Богородиці (1910, мурована, УГКЦ)[6].

### Руїни костелу
Наприкінці ХІХ ст. Климківці належали до римо-католицької парафії в сусідньому селі Медин. У 1894 році тут було засновано школу, а у 1896 році власник села Францишек Боргаш Черняковський збудував костел, який 10 жовтня того ж року було освячено на честь духовного патрона фундатора храму Франциска Боргаша.
Богослужіння у костелі відбувалися кожної третьої неділі місяця. У пресвітерії була виконана з чорного мармуру дошка з написом: "Цю каплицю збудував власним коштом Францішек Черняковський, власник маєтку в Климківцях в 1896 році". В крипті костелу заходилися поховання родини Черняковських, де 21 квітня 1907 року було поховано фундатора храму.
В інтер’єрі був один дерев’яний вівтар з образом Св. Франциска Боргаша. Первісно костел мав три дзвони, які було реквізовано в часи Першої світової війни. У 1922 році вдова Францішека Черняковського відновила три дзвони і звела кам’яну дзвіницю.
Після Другої світової війни костел закрили, а навколо нього розбудували колгосп. В костелі ж розмістили один з колгоспних складів. Після того, як обвалився дах, приміщення перестали використовувати.

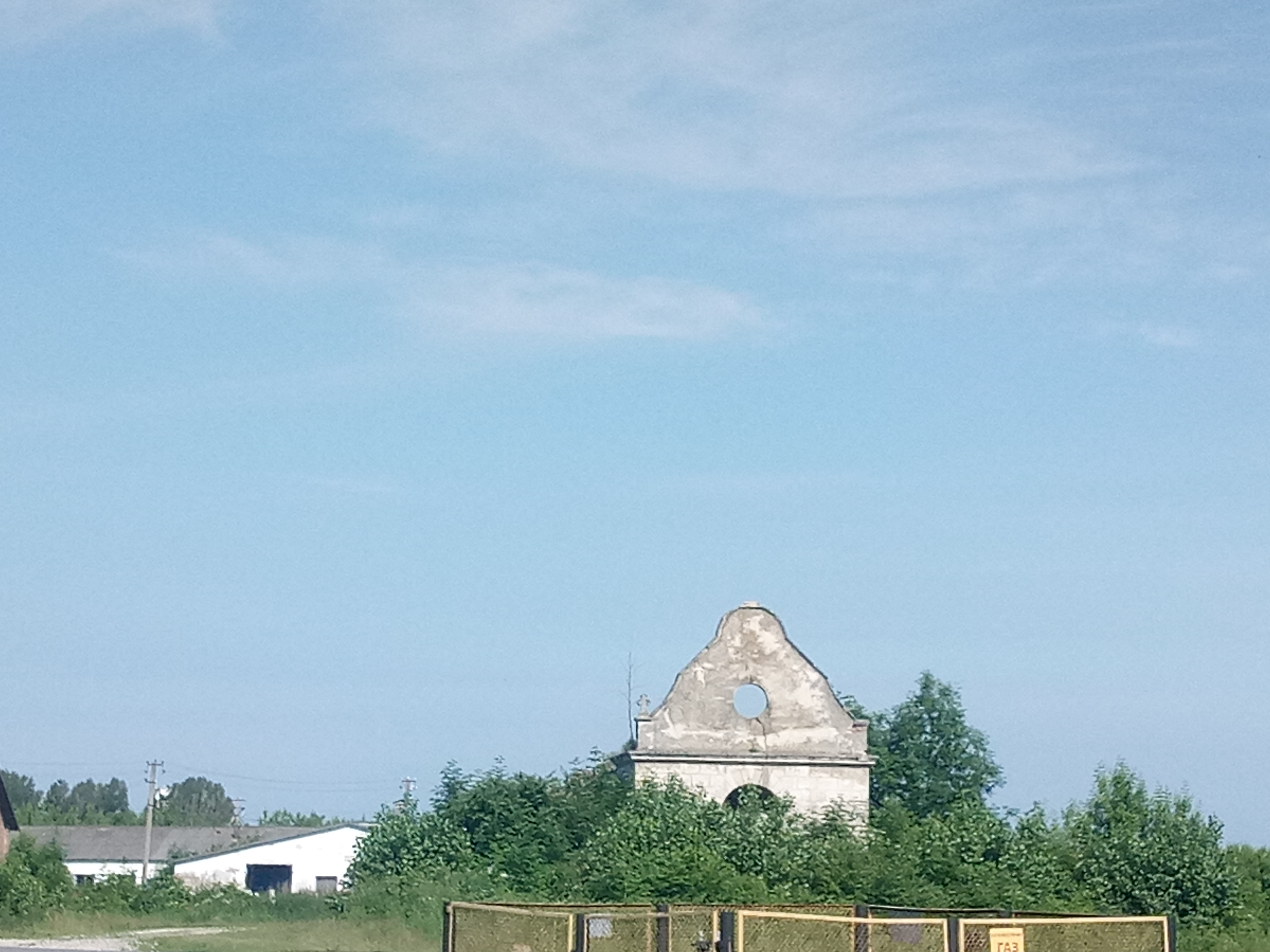
Руїни костелу

## Пам'ятники
Встановлено пам'ятний хрест на честь скасування панщини. Споруджено пам'ятник воїнам-односельцям, полеглим у німецько-радянській війні (1985), насипана символічна могила УСС (1991).

## Соціальна сфера
Працюють загальноосвітня школа І ступеня, клуб, бібліотека, ФАП.

## Галерея

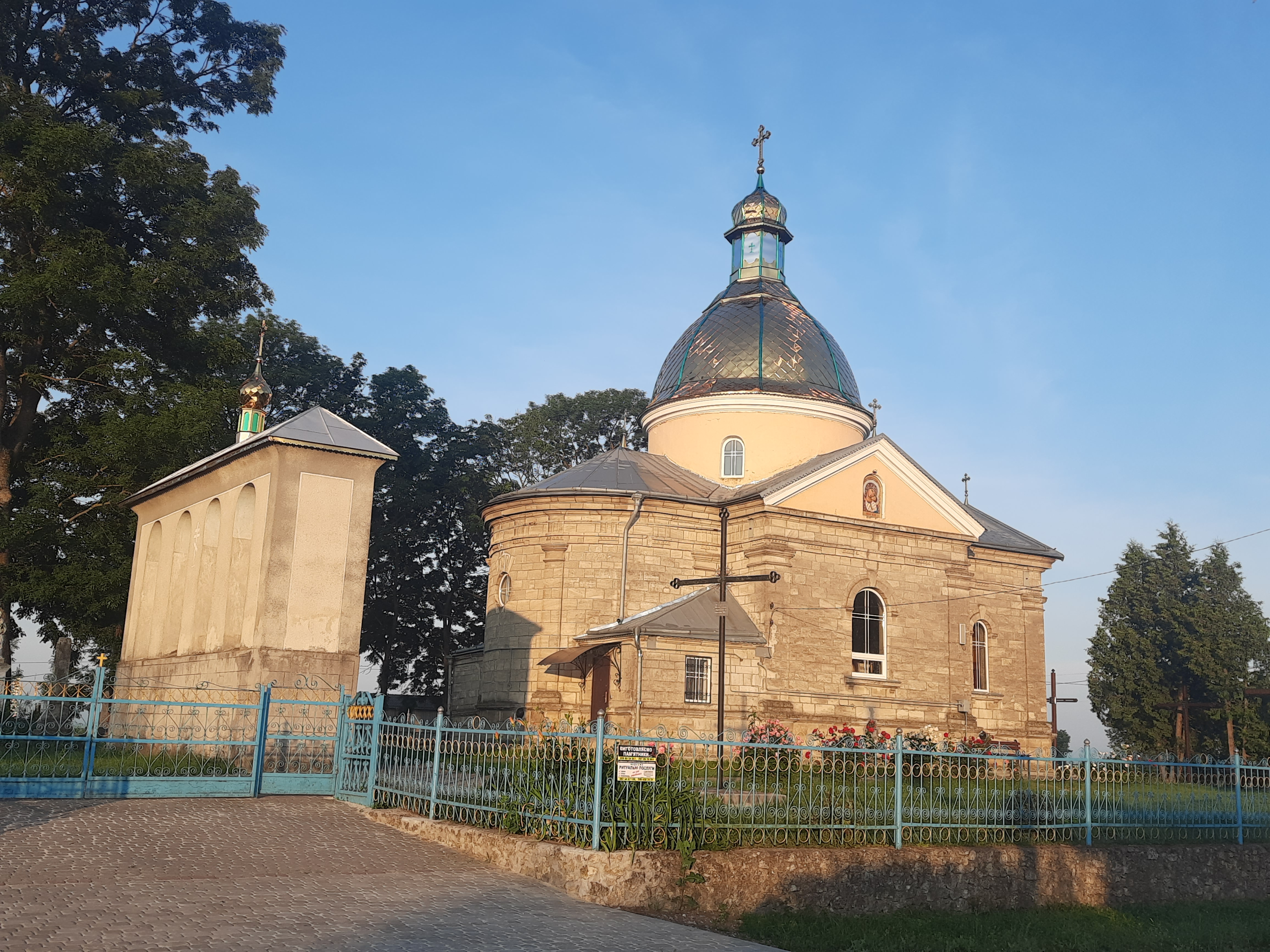
Церква Введення в храм Пресвятої Богородиці
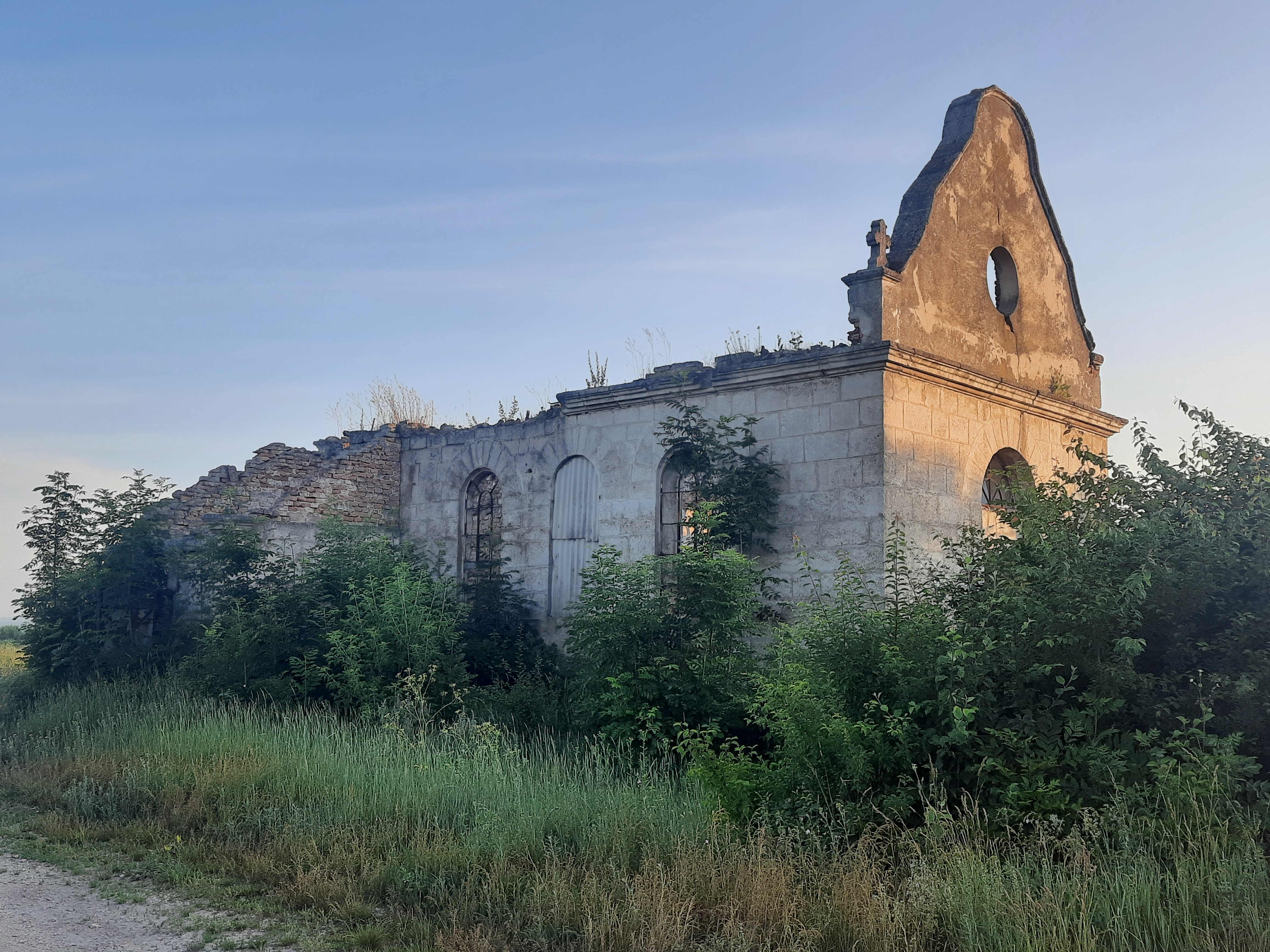
Руїни костелу
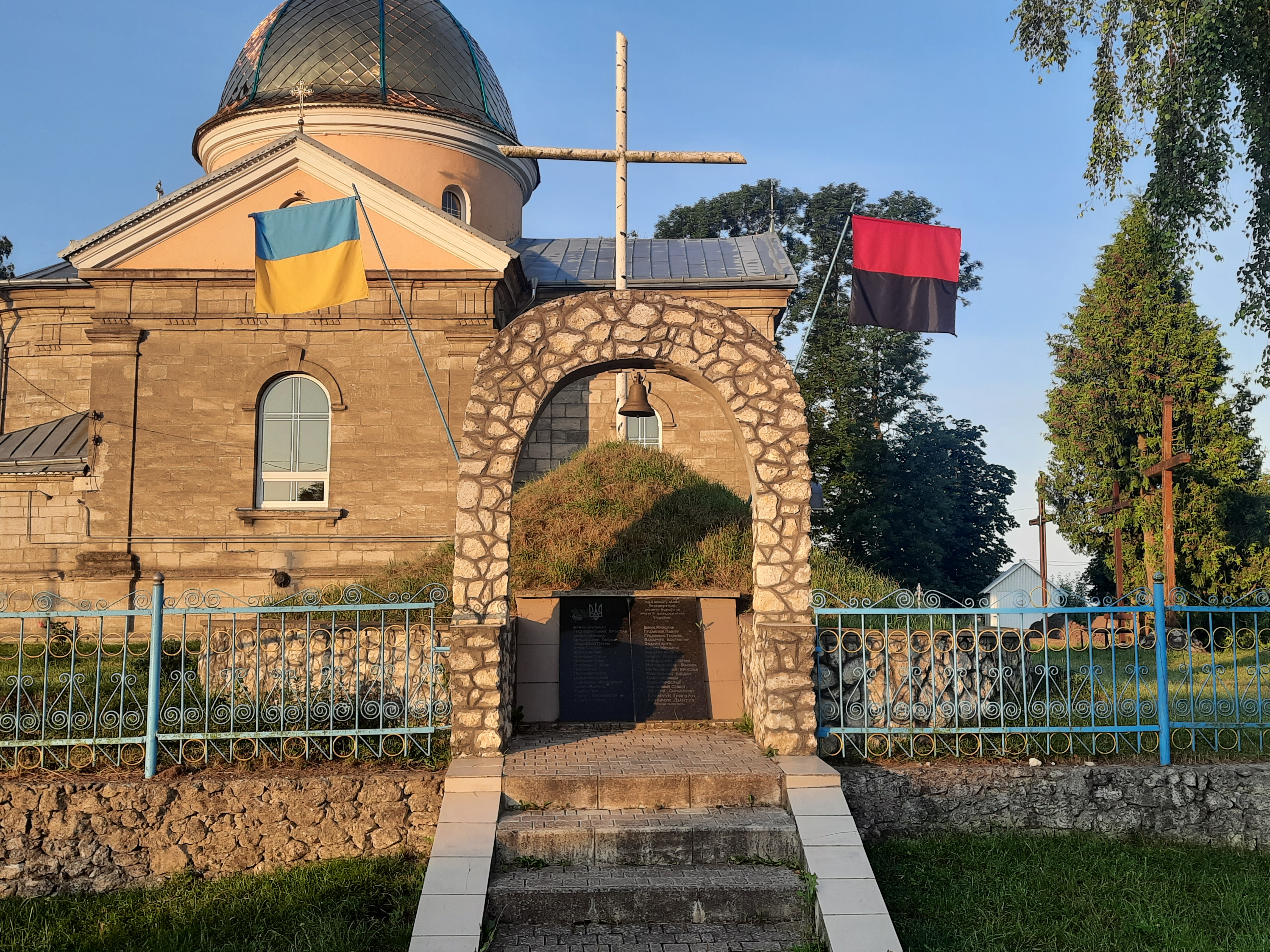
Символічна могила Борцям за волю України
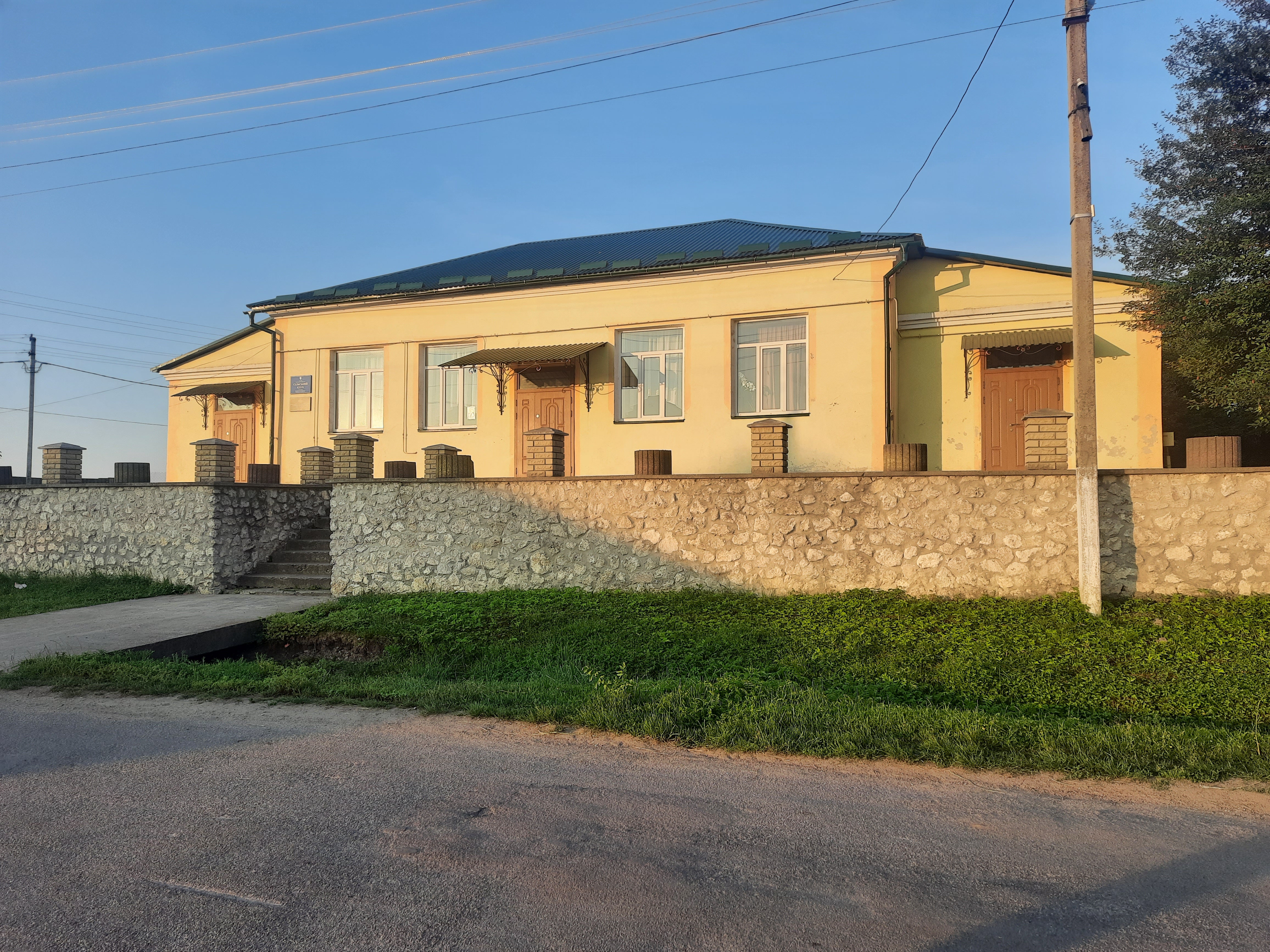
Сільський клуб
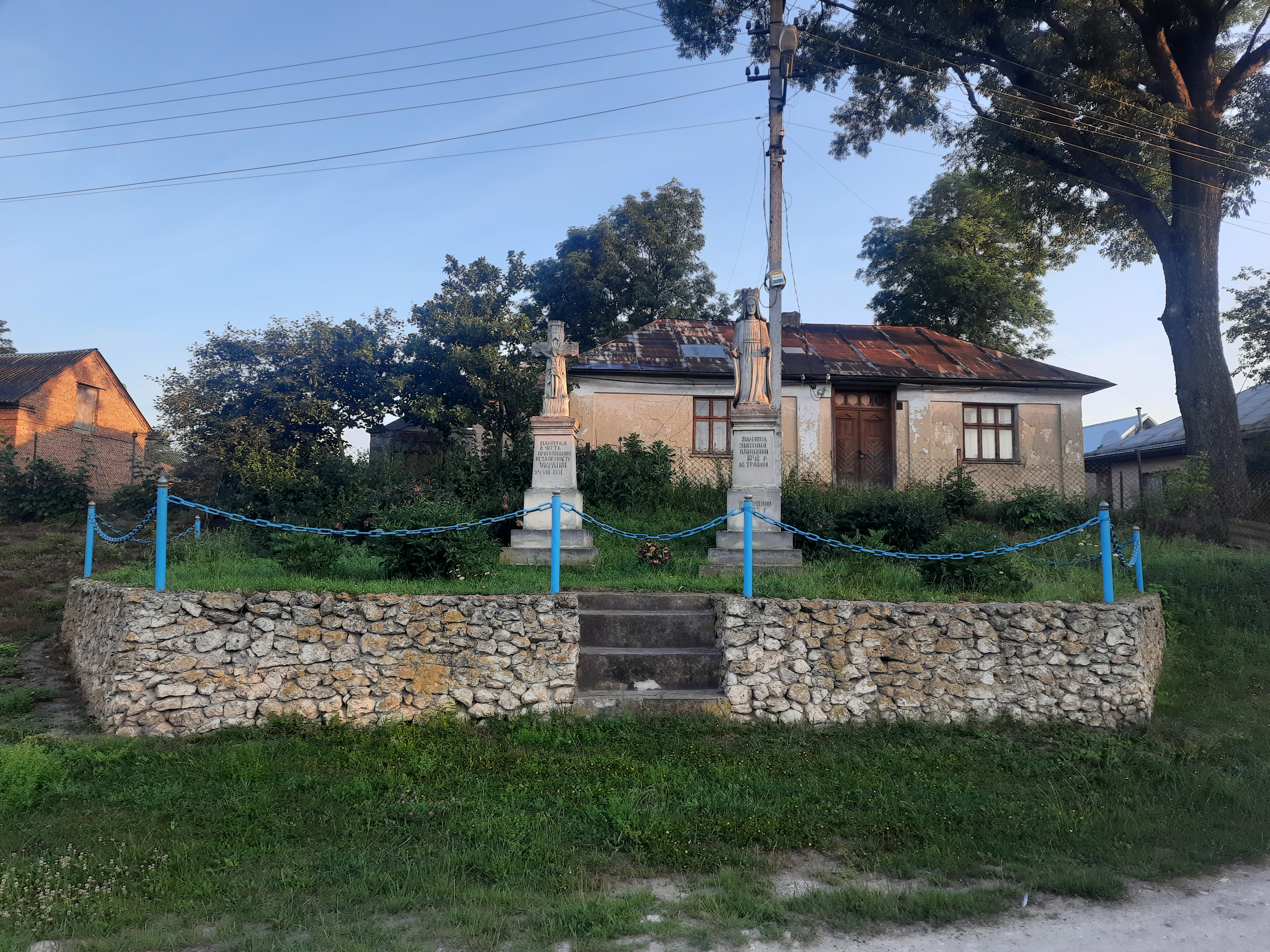
Пам'ятні знаки - в честь проголошення незалежності України та з нагоди скасування панщини